# Kings Norton
Kings Norton is een plaats in het bestuurlijke gebied Birmingham, in het Engelse graafschap West Midlands. De plaats telt 20.729 inwoners.

## Bekende inwoners
- Frances Wolfreston, boekenverzamelaar (1607-1677)